# خطأ مزدوج (كرة المضرب)
الخطأ المزدوج في كرة المضرب قد يحدث عند الإرسال ويسبب فقد النقطة.